# Gasteruption freyi
Gasteruption freyi é uma espécie de insetos himenópteros, mais especificamente de vespas pertencente à família Gasteruptiidae.
A autoridade científica da espécie é Tournier, tendo sido descrita no ano de 1877.
Trata-se de uma espécie presente no território português.